# Melaloncha variabilis
Melaloncha variabilis är en tvåvingeart som beskrevs av Brown 2004. Melaloncha variabilis ingår i släktet Melaloncha och familjen puckelflugor.
Artens utbredningsområde är Costa Rica. Inga underarter finns listade i Catalogue of Life.